# Ostung
Ostung ist die gezielte Ausrichtung eines Kirchengebäudes, eines anderen Sakralbaus oder einer Landkarte nach Osten bzw. in Richtung der aufgehenden Sonne. Verwandt ist auch der Begriff Orientierung (ursprünglich ‚Ostausrichtung‘, wie Orient von lateinisch oriens ‚Osten, Morgen‘, Partizip Präsens von oriri ‚aufgehen, sich erheben‘; eigentlich sol oriens ‚aufgehende Sonne‘). Dies hat vor allem bei frühchristlichen und mittelalterlichen Kirchen (siehe Romanik, Gotik) Bedeutung.

Ausrichtung einer Kirche nach Osten

## Beschreibung
Große mittelalterliche Kirchenschiffe haben oft die Form eines Kreuzes mit einer Längs- und einer (oder seltener mehreren) Querachsen. Da es von Christus heißt Oriens orientium universum obtinet (= Der Aufgang aller Aufgänge regiert das All) und der Sonnenaufgang als Symbol der Auferstehung galt, wurden die Längsachsen der Kirchen danach ausgerichtet. Der Chor mit dem Altar ist also in der Regel im Osten, der Haupteingang entweder im Westen oder im Norden bzw. Süden.
In den frühchristlichen Basiliken in Rom hingegen liegt die Frontseite der Kirche im Osten und die Apsis im Westen; der Eingang war wie im Jerusalemer Tempel auf der Ostseite. Erst im 8. oder 9. Jahrhundert nahm Rom die Orientierung an, die im byzantinischen Reich obligatorisch geworden war, und das wurde auch allgemein im fränkischen Reich und anderswo in Nordeuropa angenommen. Auch die ursprüngliche konstantinische Grabeskirche in Jerusalem hatte den Eingang im Ostende.
Die Ausrichtung am Sonnenaufgang – und damit an der symbolischen Auferstehung – war auch zum Himmlischen Jerusalem bzw. zum Paradies, das im Osten lag, üblich. Beten in Richtung des irdischen Jerusalem galt aber als unchristliche Besonderheit von einigen Ketzern.
Die Kirchen sind in der Regel nicht strikt in Richtung Osten (parallel zu einem bestimmten Breitengrad) ausgerichtet, sondern in Richtung der aufgehenden Sonne – was in Europa eher nach Südosten bedeutet. Beispiele hierfür finden sich insbesondere unter den großen nordfranzösischen Kathedralen. Da die Sonne aber nicht jeden Tag an der gleichen Stelle aufgeht, muss in diesen Fällen der Sonnenaufgang an einem bestimmten Kalendertag zugrunde gelegt werden. Beim Stephansdom in Wien etwa ist es der 26. Dezember 1137 (der Tag des Patroziniumsheiligen im Jahr des Baubeginns). Eine beliebte Ausrichtung war jedenfalls der Sonnenaufgang zur Tag-und-Nacht-Gleiche, also zu Frühlingsbeginn in der vorösterlichen Fastenzeit. Die bevorzugte Ostausrichtung ist jedoch auch regionsweise unterschiedlich.
Es gibt auch eine Reihe anderer Gesichtspunkte, durch welche die Ausrichtung einer Kirche Richtung Osten beeinflusst wird. Eine Untersuchung an etwa 1400 Kirchen in Nordrhein-Westfalen und Belgien zeigt, dass es keine allgemeine Regel für diese Ausrichtung gibt: Es kommen dafür der Sonnenaufgang zum Tagesdatum des Patroziniums, des Kirchweihfestes, bei Klosterkirchen auch jener eines Ordensgründers (Benedikt, Augustin), besondere Wallfahrtstage oder aber auch die Richtung in Betracht, die durch die Fundamente von Vorgängerbauten aus der Antike oder besondere Umstände des Bauplatzes (z. B. an einer Stadtmauer) bereits bestand. Ein weiterer Grund für die unterschiedliche Ausrichtung von Kirchenachsen wird aus einer nicht genauen Messung mit dem Kompass abgeleitet: Soweit überhaupt von einer verbreiteten Verwendung des Kompasses (in Europa erst im 12. Jahrhundert belegt) im Mittelalter die Rede sein kann, waren allerdings dessen Missweisungen bereits bekannt und Baumeister wussten, wie sie sie zu korrigieren hatten. Gebäudetechnisch ist die Minimierung der Windlast zu berücksichtigen.
Eine Ostung ist auch bei der Bestattung üblich: Bei Erdbestattungen werden auf vielen Friedhöfen die Verstorbenen so beigesetzt, dass ihre Gesichter in die Himmelsrichtung Osten blicken. Dort im Osten erwarten die Verstorbenen nach christlicher Auffassung am Jüngsten Tag die Wiederkunft, das zweite Kommen Jesu Christi.
Es wird auch ein Zusammenhang der Ostung angenommen mit der Vision des Propheten Ezechiel (Ez 43,4 ), dass der Herr durch das Tor im Osten eingezogen sei und dieses infolgedessen für immer verschlossen bleiben solle, sowie mit der Prophezeiung Christi (Mt 24,27 ), dass der Menschensohn von Osten zum Gericht erscheinen werde. Nach einem östlichen christlichen Werk des 4. Jahrhunderts, den Apostolischen Konstitutionen, sollte das Presbyterium der Kirche, mit der Apsis und den Sakristeien, am östlichen Ende gebaut werden, weil die Christen in Richtung Osten zu beten gewohnt waren. In der Mitte stand der Altar und dahinter der Bischofsthron flankiert von den Sitzen der Priester, während die Laien auf der anderen Seite waren. Aber auch im Osten, wie in Tyrus, gab es Kirchen mit dem Eingang im Osten und dem Altar im Westen. Während die Heilige Schrift gelesen wurde, schauten alle zu den Lesern, der Bischof und die Priester nach Westen, die Laien nach Osten. Die Apostolischen Konstitutionen, wie auch andere Dokumente der Zeit, zeigen nicht, ob der Bischof später auf die andere Seite des Altars ging, um „die hl. Opferhandlung“ zu zelebrieren.

### Achsknick
Es kommt vor, dass die Längsachsen von Kirchenschiff (Langhaus) und Chor (Altarraum) einer Kirche nicht auf derselben Linie liegen, sondern die Achse des Chors um einige Grad von jener des Schiffes abweicht. Dieser sogenannte Achsknick wird darauf zurückgeführt, dass die Fundamente von Langhaus und Chor an unterschiedlichen (Sonn-)Tagen vermessen (ausgesteckt) wurden, woraus sich infolge des veränderten Sonnenaufganges an diesen unterschiedlichen Tagen Unterschiede für die Ausrichtung dieser Achsen ergaben. Mit genauer Kenntnis des verwendeten Kalenders (meist: des julianischen, samt Korrekturen) könne man aus dem Winkel des Achsknicks exakt auf die Tage der Ausmessung und damit des Kirchenbaubeginns und damit auch wichtiger stadtbaugeschichtlicher Daten, z. B. der Stadtgründung von Wiener Neustadt schließen.
Kritik dazu wird dahin geäußert, dass diese Methode einen gut erlebbaren Sonnenaufgang an den Tagen der Messung zwingend erfordert, was nicht allgemein vorausgesetzt werden kann. Entkräftet wird dieser Einwand jedoch durch die Beschreibung der Grundsteinlegung der Stiftskirche Schildesche bei Bielefeld im Jahr 939, wonach geschulte Personen mit entsprechenden Instrumenten den Punkt des tatsächlichen Sonnenaufgangs vom Mittagspunkt des betreffenden Tages ermittelten.

## Ausnahmen
Im Westen, vor allem in Rom, herrschte zunächst die gegenteilige Praxis. Alle der frühesten römischen Kirchen hatten, wie im jüdischen Tempel in Jerusalem, den Eingang im Osten, das Allerheiligste im Westen. Für den Priester war es darum das Gleiche, ad orientem oder versus populum zu zelebrieren. Erst im 8. oder 9. Jahrhundert nahm man in Rom die Anordnung an, Kirchen mit westlichem Haupteingang und Altar am östlichen Ende zu bauen, wie es bereits in den fränkischen Ländern verbreitet war. Auch die ursprüngliche konstantinische Basilika der Grabeskirche in Jerusalem hatte den Altar im Westen.
Auch außerhalb von Rom baute man noch Kirchen mit dem Altar am westlichen Ende und dem Eingang auf der Ostseite, wie in Petershausen bei Konstanz, Bamberg, Augsburg, Obermünster, Hildesheim und Bad Arolsen. Einige Kirchen wurden auch gar nicht auf die Ost-West-Achse ausgerichtet.
Für Marienkirchen ist auch die Ausrichtung nicht nach Sonnenständen, sondern nach besonderen Mondaufgangspunkten belegbar, den sogenannten Mondextremen, die ungefähr alle 19 Jahre auftreten.

## Aufgabe des Ostungsprinzips
Bereits im Mittelalter spielten auch städtebauliche Gesichtspunkte eine Rolle – vor allem dann, wenn das Kirchengebäude an eine Stadtmauer angelehnt oder in eine solche integriert war (z. B. Kathedrale von Laval). In der Renaissance und vor allem im Barock kam in Europa die Tendenz auf, gelegentlich Kirchen als Zentralbauten zu errichten, bei denen keine Himmelsrichtung bevorzugt wird und die Ostung ihre Bedeutung verliert. Die Praxis, Kirchen nach heliometrischen Gesichtspunkten (Sonnenauf- oder Sonnenuntergang) auszurichten, endete um das 15. Jahrhundert. In seinen Anweisungen zum Bau und zur Ausstattung von Kirchen äußerte Karl Borromäus, Erzbischof von Mailand († 1584), die Präferenz, dass die Apsis genau nach Osten gerichtet zu sein hätte, fügte aber hinzu, dass, wenn dies nicht möglich wäre, die Kirche sogar auf der Nord-Süd-Achse gebaut werden könne, mit der Apsis im Süden. Außerdem könne sie am westlichen Ende sein, „wo am Hochaltar gewöhnlich die Messe entsprechend dem kirchlichen Ritus von einem Priester mit dem Gesicht zum Volk gefeiert wird“.
Auch bei den innerstädtischen Kirchen der Bettelorden (Franziskaner, Dominikaner), die regelmäßig stadtplanerische Gesichtspunkte zu berücksichtigen hatten, spätestens aber bei den Kirchen des riesigen spanisch-portugiesischen Kolonialreichs, ist das Ostungsprinzip häufig aufgegeben worden (z. B. San Francisco de Asis (Ranchos de Taos)). Moderne Kirchenbauten sind nur noch in Ausnahmefällen geostet.